# الغواصة الألمانية يو-15 (1936)
غواصة يو-15 غواصة يو بوت ألمانية من الفئة الثانية بي بنيت ل سلاح بحرية ألمانيا النازية كريغسمارينه، في أحواض بناء السفن الألمانية التابع لدويتشه فيرك في كيل خلال الحرب العالمية الثانية. أكملت خمس دوريات أثناء خدمتها في أسطول الغواصات الأول. أغرقت ثلاث سفن.